# Dušan Bogdanović (košarkaš)
Dušan Bogdanović (Vukovar, 1. lipnja 1993.) je srbijanski košarkaš i državni reprezentativac, rođenjem Srbin iz Hrvatske.

## Karijera

### Klupska karijera
Košarkom se aktivno bavi od 13. godine kada trenira u mlađim selekcijama KK Vukovar. Za Bogdanovića su bili zainteresirani Cibona, Zagreb i Šibenik. Nakon dvije sezone provedene u vukovarskom klubu, odlazi na posudbu u KK Zagreb s kojim osvaja treće mjesto u hrvatskoj kadetskoj ligi. 2008. godine, s 15 godina prelazi u Real Madrid Baloncesto. S njim osvaja prvenstvo Madrida i stiže do završnice državnog prvenstva, te osvaja nekoliko manjih turnira za svoj uzrast. Zbog problema s papirologijom i nemogućnosti igranja u selekciji do 18 godina, nakon samo jedne sezone, napušta kraljevski klub. Nakon toga, karijeru nastavlja u Srbiji, gdje ugovor potpisuje s beogradskim Partizanom. S Partizanom osvaja juniorsko prvenstvo Srbije, a s "B" timom osvaja Treću ligu Srbije. U kolovozu 2013. godine, potpisuje ugovor sa španjolskim četveroligašem Seguros Soliss Alcázar Basket, ali klub ubrzo raskida ugovor s njim zbog zdravstvenih problema.

### Reprezentativna karijera
Na pripreme srbijanske reprezentacije igrača do 17 godina prvi put biva pozvan 2010. godine, ali ih zbog ozljede napušta. 2011. je godine stavljen na prošireni popis reprezentacije igrača do 19 godina starosti, a u nju se uključuje 2012. godine, kada bilježi i svoje prve reprezentativne nastupe.